# Fortec Motorsport
Fortec Motorsport é uma equipe de automobilismo baseada em Daventry, Northamptonshire, Reino Unido. A equipe compete na Fórmula Renault 3.5 Series, no Campeonato Britânico de Fórmula 3, e em várias categorias de fórmulas juniores em nível britânico e pan-europeu. A Fortec Motorsport foi comprada em 1995 pelo atual proprietário Richard Dutton.